# Віреон мексиканський
Віреон мексиканський (Vireo nelsoni) — вид горобцеподібних птахів родини віреонових (Vireonidae).

## Поширення
Він поширений у південно-західній частині Мексики від сходу Халіско, північно-східної частини Коліми та півдня Гуанахуато на південь до високогір'я Герреро, Пуебли та Оахаки. Його переважне середовище проживання — тропічні та субтропічні сухі чагарники та високогірні чагарники.